# 德國車輛牌照
德國車輛牌照（德語：Kraftfahrzeug-Kennzeichen）是德國当局颁发给德国居民的机动车辆號牌。所有机动车辆都要在車前以及車後掛上車牌才能在道路上行駛。 

## 車牌格式
德國車牌為矩形，標準尺寸為520毫米×110毫米（20+1⁄2英寸 × 4+3⁄8英寸），適用於汽車、公共汽車、貨車及其拖車。號牌組合未達字符上限可縮短車牌長度（即長度小於520毫米×110毫米），但必須維持相同的字體樣式。

### 字體
現代德國車牌使用一種名為FE-Schrift（德文：fälschungserschwerende Schrift，防偽字體）的字體。該字體的設計使得字母P無法被更改為R，反之亦然；同樣，F或L也無法被偽造成E等。另一個特點是所有字符的寬度相同，這與自1956年現行系統引入以來使用的舊DIN 1451字體不同。相比於DIN 1451字體，FE-Schrift更容易被光學字符識別（OCR）軟體讀取進行自動車牌識別。
現行字體於1994年引入，並於2000年成為強制標準，因此以舊款式發行的車牌已變得非常稀有。與許多歐盟國家的車牌一樣，左側的藍色條紋顯示縮寫的國家代碼白色文字（D代表Deutschland，即德國）和歐盟旗幟（12顆金色星星組成的圓圈在藍色背景上）。

### 材質
傳統上，德國車牌是由鋁板製成的，帶有浮凸的字符。然而，多年來，各種其他材料也有少量使用。自2013年起，允許使用由塑料製成的新款車牌。據說這些車牌對機械損壞不太敏感，且在生產過程中產生的二氧化碳排放較少，但成本較高。
車牌具有反光功能，但不能是鏡面反射的，也不能被遮擋或弄髒，亦不得被玻璃、薄膜或類似層覆蓋。偶爾，有些駕駛者會因在車牌上裝飾其喜愛的足球俱樂部徽章而被罰款，並被要求恢復車牌的原貌。

## 構成要素

### 區域代碼
第一部分或稱Unterscheidungszeichen由一到三個字母組成，代表車輛註冊的地區，例如B代表柏林，HSK代表霍赫紹爾蘭克賴斯。這些字母以前與德國的地區一致，每個地區只有一個簡稱。一旦地區改名或與另一地區合併，區域代碼會重新定義，從此註冊的任何車輛只能使用當前的代碼。然而，自2013年起，這項規定被撤銷，早已廢除的區域代碼被重新引入。因此，許多地區使用多個代碼，而某些代碼則不僅分配給一個地區。
在某些情況下，一個城市區和周邊的非城市區共用相同的字母代碼。通常，這些通過不同的字母/數字模式來區分。例如，Straubing城市區在區域代碼後有一個字母（SR-A 123），而周邊的Straubing-Bogen地區則有兩個字母（SR-AB 123）。然而，幾個與周邊農村地區共用代碼的城市已經開始使用任何可用代碼，兩地區之間不再區分；例如，雷根斯堡市及周邊農村地區在2007年以前使用不同系統，但均使用代碼R。
德國的一些代碼字母中包括變音符號，即Ö和Ü；以前還包括Ä。長期以來，德國的規定是帶有變音符號的代碼禁止另一個對應元音的代碼，例如，由於FÜ已經用於菲爾特，所以不能有代碼FU。這一規則在1996年被打破，當時儘管已有波鴻的BO，BÖ仍被引入用於Bördekreis。

#### 衍生發展
當區域代碼引入時，其主要目的是讓警察識別超速和其他交通違規者。然而，它們很快演變為人們家鄉區域的日常縮寫，並受到喜愛或厭惡。有時，鄰近地區的代碼被賦予嘲弄或惡意的含義。當地區合併且只能保留其中一個代碼時，可能會引發激烈的爭論。

#### 比辛根飛地
自1968年以來，一項特殊規定適用於Büsingen am Hochrhein市，這是一個完全被瑞士領土包圍的德國飛地。儘管Büsingen屬於德國的康斯坦茨區，但它是瑞士關稅區的一部分。因此，Büsingen市民註冊的車輛不使用代表康斯坦茨的KN，而是使用BÜS，這向瑞士海關官員表明這實際上是一輛國內車輛。大約有700輛車使用這個區域代碼，使Büsingen成為德國最小且人口最少的註冊區。

### 標誌與州徽
車牌在貼上官方註冊印章後即有效。這是一個直徑45毫米（1又3/4英寸）的貼紙，位於區域代碼後面，彩色顯示相應的德國聯邦州印章，並印有州名和發行區域管理機構名稱。較舊的貼紙是單色的，黑色圖案印在銀色或白色背景上，尺寸較小（35毫米；1又3/8英寸），顯示聯邦州或城市區的印章。由聯邦機構使用的車輛，如聯邦警察，車牌上則顯示德國聯邦鷹徽而非聯邦州印章。
後牌照在官方印章上方貼有車輛安全檢查貼紙。這項檢查在首次註冊三年後進行，此後每兩年進行一次（此時間表適用於大多數車輛，但卡車、出租車等有不同規定）。檢查到期日一目了然，貼紙貼上時到期月份朝上，黑色標記覆蓋12點兩側的區域，使警察可以從遠處輕鬆讀取到期月份。標記像時鐘的指針一樣顯示時鐘上的數字位置。貼紙中心印有下一次安全檢查的年份，顏色每六年重複一次。
技術檢查於1951年引入，但直到1961年才在後牌照上用貼紙標示檢查到期日。檢查通常每兩年進行一次，僅新車在首次技術檢查前可多一年。因此，當時不需要那麼多不同顏色，圖案也不同。
1985年至2010年間，前牌照上貼有六邊形的貼紙，證明自1985年3月起需單獨進行的排放測試。隨著2010年法律變更，排放測試納入安全檢查，排放貼紙變得多餘。
所有這些貼紙都經過特殊處理，可以輕易轉移到車牌上，但很難在不損壞車牌的情況下移除，使其相對防偽。
唯一不需要貼印章的車牌是重複車牌。當原始後車牌被貨物或附加部件（如自行車架）部分或全部遮擋時，這些重複車牌是必須的。

### 字母與數字
車牌的最終標識或Erkennungsnummer由一到兩個字母組成，後面是最多四位數的數字。因此，從A1到ZZ9999的任何組合基本上都是可能的，但包括區域代碼在內的字符總數不得超過八個。所有26個拉丁字母都可以使用，但並非一直如此。為了避免B和8，F和E，G和6，I和1，O和Q及0之間的混淆，這六個字母曾被排除在車牌中間部分之外。1992年，允許使用B、F和G字母，2000年則允許使用I、O和Q字母。在編號系統的最初幾個月（1956年7月至11月），字母I被使用，但J沒有。這很快被逆轉，但部分老式車輛在1956年至2000年之間一直使用字母I，直到它被重新引入。
這張來自法蘭克福的車牌上有字母F ST，而FS T可能出現在來自弗賴辛的車輛上。在1994年之前使用的樣式中，區域代碼後面有一個連字符來分隔兩組字母。這在新格式中不再出現，但經常保留，因為地理標識符和序列字母之間的空格是一個重要字符，在書寫或傳輸號碼時必須考慮。例如，F ST 683與FS T 683是不同的。通過在城市代碼後寫上連字符可以避免混淆，如F-ST 683。因此，警察通常會在無線電中報出地名並拼出接下來的字母，使用德語拼音字母表。例如，F ST 683將被報為Frankfurt, Siegfried, Theodor, sechs-acht-drei，FS T 683則為Freising, Theodor, sechs-acht-drei。如果警察不知道區域代碼的含義，他也會將其拼出，如Friedrich, Siegfried, Trennung (分隔), Theodor等。
雖然號碼由各地區管理機構分別發放，但必須考慮共享相同區域代碼的兩個或多個地區之間的可能分配。此外，“禁用”組合（見下文）也會導致進一步的限制。必須有一種方法來避免兩輛車僅因空格位置不同而獲得相似的車牌號碼，因為《維也納道路交通公約》對國際道路交通規定了一些規則，並未將空格或連字符定義為車牌上的重要字符。

#### 客製化字元
車主可以額外支付10.20歐元註冊個性化識別碼，遵守上述規則。在大多數個性化車牌中，車主會選擇自己的姓名縮寫和反映出生日期的數字。以虛構的Ulrike Mustermann女士為例，她於1965年5月2日出生，居住在埃森，可能會選擇E-UM 2565作為她的車牌。通過結合區域代碼和隨機字母，還有更多可能性，例如，一位來自奧爾登堡的名叫Olaf的男子，出生在聖誕前夕，可能會選擇OL-AF 2412。居住在皮爾納鎮的居民可能會選擇PIR-AT 77，因為Pirat在德語中意為“海盜”。基爾是少數幾個車牌可以拼出城市名稱全部字母的地方之一。
擁有Mini品牌的BMW公司將所有Mini新聞/市場推廣車輛註冊在擁有MI代碼的明登-呂貝克區，以獲得“MI-NI”車牌。BMW總部位於慕尼黑，但M-INI車牌無法發放，因為區域代碼後不允許有三個字母。
從1970年代到1994年，埃森市交通公司EVAG（Essener Verkehrs-AG）擁有的埃森市公交車註冊了E-AT車牌，因為essen在德語中意為“吃”。
這些個性化車牌必須符合一般規則並使用現有的前綴和數字。來自漢堡的詹姆斯·邦德粉絲無法獲得HH-JB 007車牌，因為開頭的數字0（甚至雙0）是不可能的；然而，他可以選擇HH-J 8007或HH-OO 7，用字母模仿數字或反之亦然。擁有大眾Polo的車主可以在中間部分顯示VW，但PO-LO 1995或VW-P0 L01是不可能的，因為這些前綴未被發放，且字母和數字不能隨意混合使用。然而，在德國道路上可以看到各種各樣的個性化車牌。